# William George Hugh Gough
William George Hugh Gough, britanski general, * 1897, † 1948.